# Vasile Pârvan

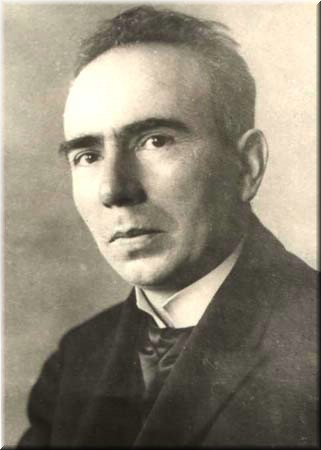
Vasile Pârvan (1882–1927)

Vasile Pârvan (* 28. September 1882 in Huruiești; † 26. Juni 1927 in Bukarest) war ein rumänischer Althistoriker, Archäologe, Epigraphiker, Hochschullehrer und Essayist.

## Jugend und Bildung
Vasile Pârvan wurde 1882 in dem zur Gemeinde Huruiești im moldawischen Kreis Bacău gehörenden Dorf Perchiu geboren. Er war das erste Kind des Lehrers Andrei Pârvan und der Aristita Chiriac. Er erhielt den Vornamen Vasile nach seinem Onkel, dem Philosophen und rumänischen Minister Vasile Conta, der ein Cousin seiner Mutter war. Pârvan wuchs in bescheidenen Verhältnissen auf, besuchte die Grundschule in Berești und anschließend, von 1893 bis 1900, das Gymnasium „Gheorge Roșca Codreanu“ in Bârlad. Anschließend studierte er von 1900 bis 1904 an der Fakultät für Literatur und Philosophie der Universität Bukarest, wo Nicolae Iorga, Ioan Bogdan und Dimitrie Onciul zu seinen Professoren zählten. Nach dem Abschluss des Studiums folgten bis 1909 weitere Studiengänge in Deutschland, in Jena, der Berlin und Breslau, was bei ihm zu ökonomischen und gesundheitlichen Belastungen führte, da er zeitgleich seinen Lebensunterhalt als Lehrer in Bacău und Iași verdienen musste. In Breslau wurde er schließlich 1909 bei Conrad Cichorius mit einer Arbeit über die Nationalitäten der Kaufleute im Römischen Kaiserreich cum laude promoviert.

## Leben, Wirken und Werk

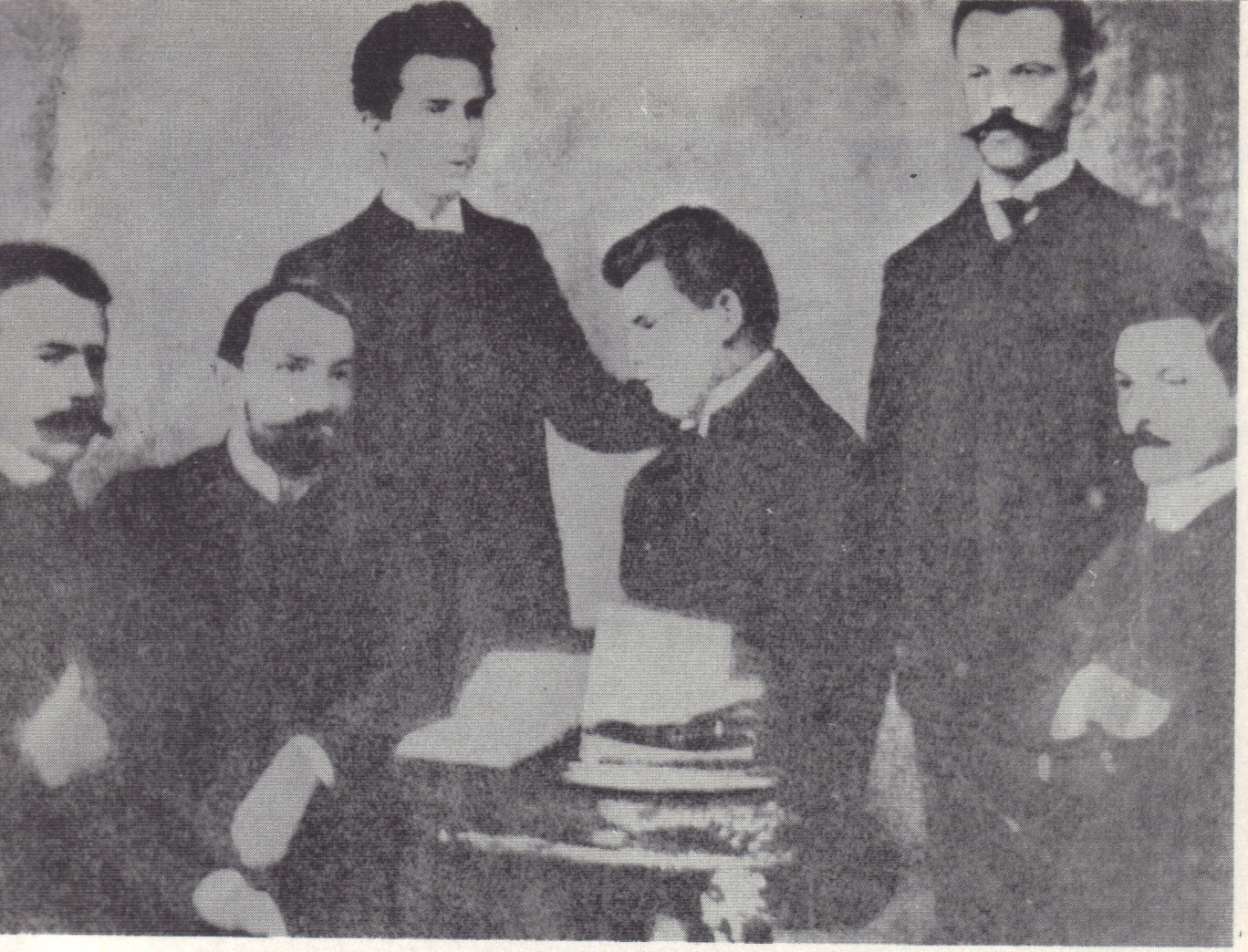
Vasile Parvan (Dritter von links) im Kreis der Schriftsteller und Literaturkritiker (von links nach rechts) Ion Scurtu, Ilarie Chendi, Mihail Sadoveanu, Alexandru Lapedatu und Ștefan Octavian Iosif (vor 1913)

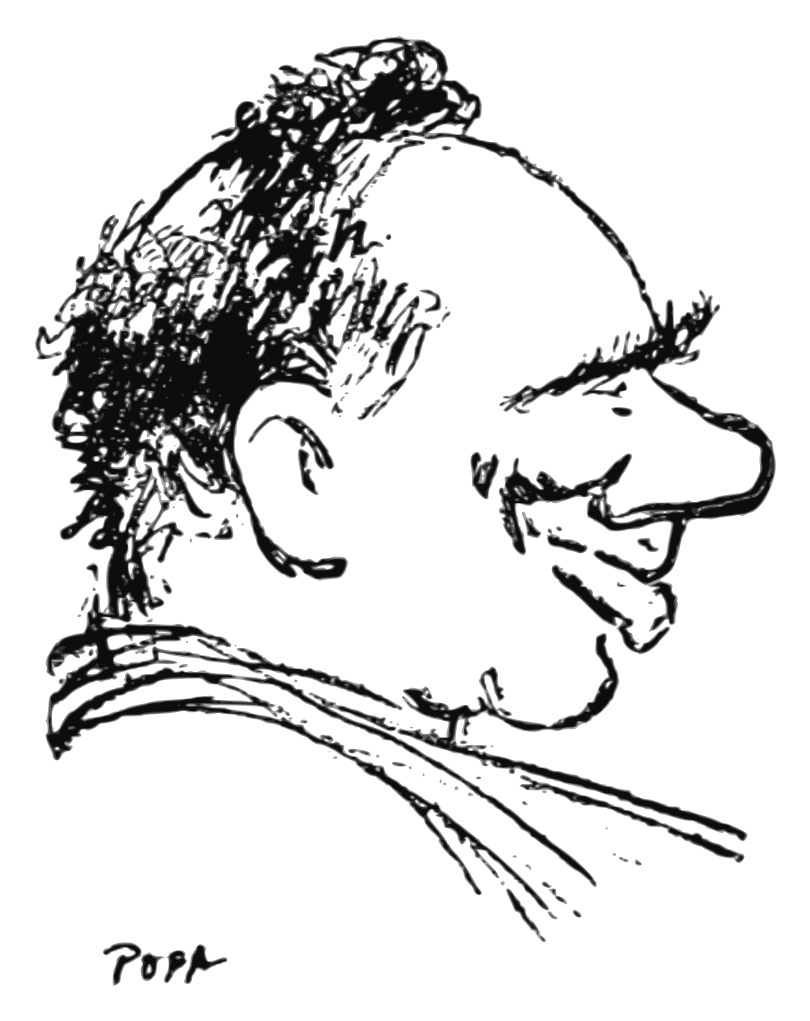
Karikatur Pârvans von Victor Ion Popa (1895–1946)

Schon während seines Studiums, im Jahr 1900, hatte Pârvan bei der Noua revistă română (Neue Rumänische Zeitschrift) im Journalismus debütiert. Ab 1902 arbeitete er für die Convorbiri literare (Literarische Konversationen), vom folgenden Jahr an auch für Voința națională (Nationale Stimme), Tribuna poporului (Volkstribüne), Luceafăru (Der Abendstern) und andere. 1906 trat er der Frăția Bunilor Români (Bruderschaft des rumänischen Bunds) bei und begann für deren Zeitschriften Semănătoru (Der Sämann) und Neamul românesc (Die rumänische Nation) zu schreiben. Ab 1907 arbeitete er für Viața românească (Rumänisches Leben) und die Gazeta generală a învățământului (Generalgazette für Erziehung).
Nach seiner Promotion 1909 wurde Pârvan außerordentlicher Professor, ab 1913 schließlich Lehrstuhlinhaber an der Abteilung für Alte Geschichte, Epigraphik und griechisch-römische Antiquitäten der Universität Bukarest (Catedra de Istorie Veche, Epigrafie și Antichități Greco-Romane a Universității din București). Bereits 1910 war er auch zum Direktor des Nationalen Antikenmuseums (Muzeul Național de Antichități) berufen worden. Er wurde Mitglied mehrerer Akademien und wissenschaftlicher Gesellschaften im In- und Ausland. So wurde er bereits 1911 korrespondierendes Mitglied der Rumänischen Akademie, 1913 reguläres Mitglied, 1920 bis 1923 Vizepräsident, 1923 bis 1927 Generalsekretär und 1927 Präsident der historischen Abteilung. Das Jahr 1913 sah ihn als Gründungsmitglied des Institutului de Studii Sud-Est Europene (Institut für Süd-Ost Europäische Studien) und als Mitglied der Kommission für historische Denkmäler (Comisia Monumentelor Istorice). Im selben Jahr heiratete er Silvia Cristescu, eine Enkelin seines vormaligen Hochschullehrers Ioan Bogdan. 1914 wurde er Mitglied des Deutschen Archäologischen Instituts und Mitglied des Zentralkomitees der Kulturliga (Comitetul central al Ligii Culturale). In den Jahren 1914 bis 1916 und 1921 bis 1926 leitete er die archäologischen Ausgrabungen in Histria. Während des weiteren Verlaufs des Ersten Weltkrieges flüchtete er zunächst 1916 nach Iași, an der rumänisch-russischen Grenze, und dann 1917 nach Odessa (Russland), wo seine Frau bei der Geburt ihres Kindes starb.
1919 wurde Pârvan Professor an der Fakultät für Literatur und Philosophie, Sektion Geschichte, der Universitatea „Regele Ferdinand I“ in Cluj, 1920 Direktor der Accademia di Romania in Roma in Rom. Ebenfalls auf 1920 datieren seine Mitgliedschaft in der Gesellschaft für die Herausgeberschaft der Nationalen Kultur (Societatii de editura „Cultura Nationala”) sowie der Beginn seiner Tätigkeit als ständiger Delegierter bei der Union Académique Internationale. Um ungeklärte Forschungsfragen im Zusammenhang mit der Geschichte Dakiens zu lösen, organisierte er eine Reihe systematischer archäologischer Ausgrabungen, insbesondere an Fundorten der späten Eisenzeit. Seine diesbezüglichen Untersuchungen gipfelten in der Publikation Getica (1926), die als sein wichtigstes Werk gilt. 1923 avancierte er zum Sekretär des rumänischen P.E.N.-Clubs (PEN-Clubului român). 1924 wurde er Mitglied der Pontificia Accademia Romana di Archeologia und der Reale Società Romana di Storia Patria, beide in Rom. Das Jahr 1926 sah ihn als Gründungsmitglied des Internationalen Komitees für Geschichtswissenschaften in Genf und als Gastprofessor an der Sorbonne in Paris. 1927 wurde er Mitglied der Academia dei Lincei in Rom.
Leidenschaftlich in seinen Arbeiten vertieft, ignorierte Vasile Pârvan eine Appendizitis, an der er litt. Als er schließlich operiert wurde, war es bereits zu spät, um sein Leben zu retten. Pârvan verstarb im Alter von nur 44 Jahren auf dem Höhepunkt seines Schaffens. Er wurde auf dem Cimitrul Bellu in Bukarest bestattet. Testamentarisch hinterließ er sein Vermögen der Rumänischen Akademie und seine Bibliothek der Accademia di Romania in Rom.

## Nachwirken

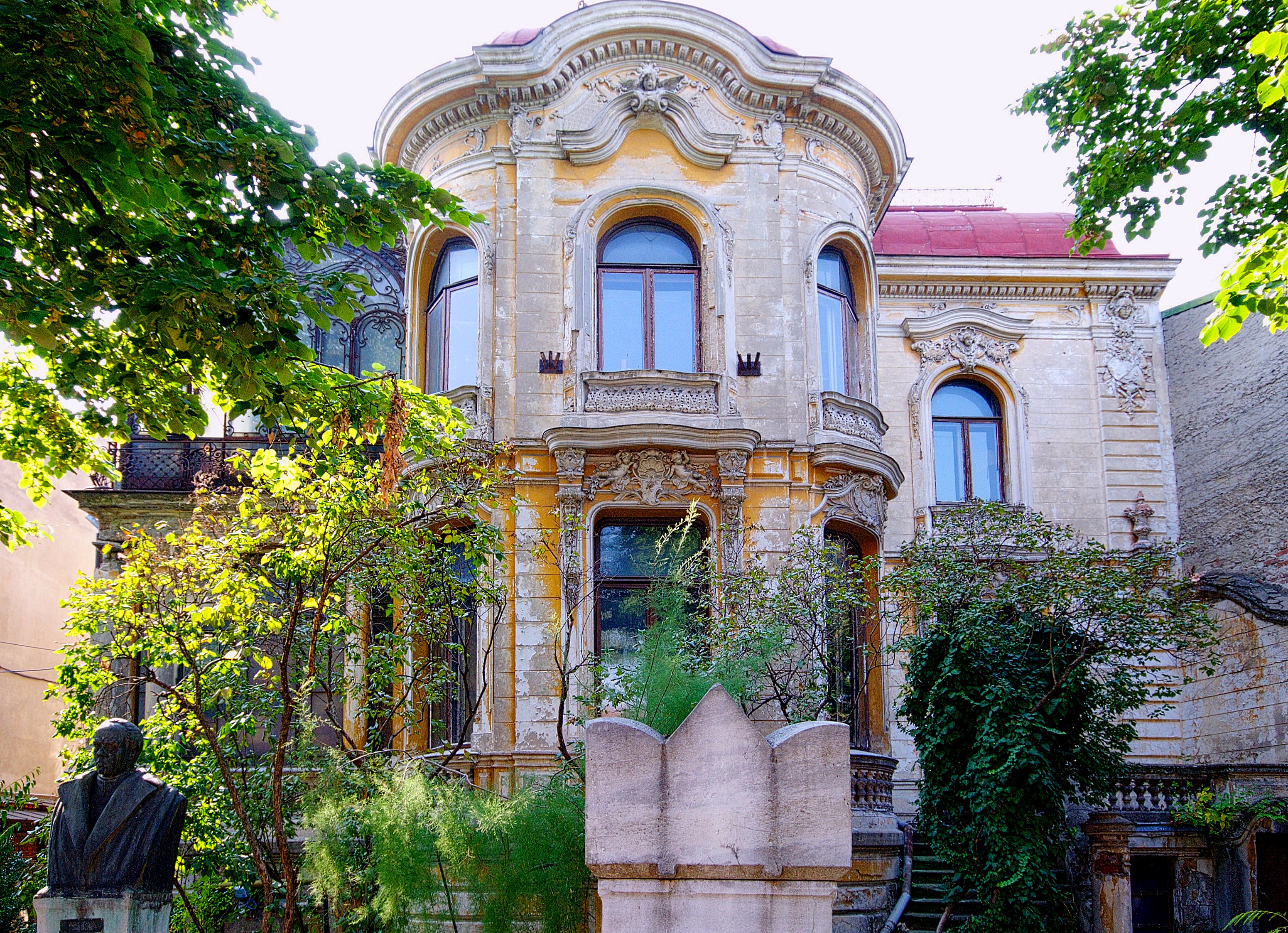
Casa Macca des archäologischen Instituts „Vasile Pârvan“ in Bukarest

- Das Archäologische Institut der Universität Bukarest[17] und das Muzeul județean din Bârlad[18] (Kreismuseum Bârlad) wurden Pârvan zu Ehren in Anerkennung seiner Verdienste mit seinem Namen benannt.
- Eine der jährliche Auszeichnungen der Abteilung für Geschichte und Archäologie der rumänischen Akademie trägt seinen Namen.
- Die Accademia di Romania in Rom vergibt das Postgraduierten- und Postdoktorandenstipendium "Vasile Pârvan".
- Vom Complexul Muzeal „Iulian Antonescu”[19] (Museumskomplex „Iulian Antonescu“) in Bacău wird in Zusammenarbeit mit dem Nationalarchiv von Bacau alljährlich das Simpozionul Național „Vasile Pârvan” (Nationales Symposium „Vasile Pârvan“) organisiert.
- Pârvans Porträt erschien 1962 auf einer rumänischen Briefmarke und 1963 auf einer Postkarte.
- Der Dichter Nichita Stănescu widmete Pârvans Werk Getica seine zweite Elegie.[20]
- Zahlreiche Schulen, Gymnasien, Straßen, Boulevards und Marktplätze in verschiedenen rumänischen Dörfern, Gemeinden und Städten tragen Pârvans Namen.
- Die Casa memorială „Vasile Pârvan” (Erinnerungshaus „Vasile Pârvan“) in seinem Geburtsort Perchiu ist inzwischen heruntergekommen und geschlossen.

## Schriften (Auswahl)
- Alexandrel Voda si Bogdan Voda. Septe ani din istoria Moldovei (1449–1455). Minerva, Institut de Arte Grafice si Editura, Bukarest 1904.
- Un vechiu monument de limba literara româneasca (1639–1668). Atelierele Grafice Socecu & Company, Bukarest 1904.
- Relațiile lui Ștefan cel Mare cu Ungaria. Atelierele Grafice Socecu & Company, Bukarest 1905.
- Salsovia. Institutul de Arte Grafice Carol Göbl, Bukarest 1906.
- Die Nationalität der Kaufleute im römischen Kaiserreiche. Eine historisch-epigraphische Untersuchung. (Dissertation), Fleischmann, Breslau 1909.
- M. Aurelius Verus Caesar și L. Aurelius Commodus. Studiu istoric, Bukarest 1909.
- Contribuții epigrafice la istoria creștinismului Daco-Roman. Atelierele Grafice Socecu & Company, Bukarest 1911.
- Cetatea Tropaeum. Consideratii istorice. Gutenberg, Bukarest 1912, (Digitalisat).
- Cetatea Ulmetum. (3 Bände), Atelierele Grafice Socecu & Company, Bukarest 1912–1915.
- Stiri noua din Dacia Malvensis. Librariile Socec si C. Sfetea, Bukarest 1913.
- Castrul dela Pioana si drumul roman prin Moldova de jos. Librariile Socec si C. Sfetea, Bukarest 1913, (Digitalisat).
- Histria, IV. Inscriptii gasite în 1914 si 1915. Analele Academiei Romane, Memoriile Sectiunii Istorice, Vol. XXXVIII, Nr. 15 (2016), S. 533–732 sowie Tafeln I bis XIV, (Digitalisat).
- Datoria vietii noastre. Lectie inaugurala a Universitatii din Cluj, 2 noiembrie 1919, (Digitalisat).
- Idei si forme istorice. Editura Cartea româneasca, Bukarest 1920.
- Probleme de arheologie in România. Bukarest 1921.
- Sulle origini della civilta romena. Bukarest 1922.
- Memoriale. Bukarest 1923, (Digitalisat).
- Începuturile vieții romane la gurile Dunarii. Cultura nationala, Bukarest 1923, (Digitalisat).
- Histria VII. Inscriptii gasite în 1916, 1921 si 1922. Cultura nationala, Bukarest 1923, (Digitalisat).
- La Dacie à l’époque celtique. Comptes rendus des séances de l'Académie des Inscriptions et Belles-Lettres 70.70 (1926); S. 86–97, (Digitalisat).
- Dacii la Troia. Extras din Orpheus, Anul II, Nr. 1 (1926), S. 1–10, (Digitalisat).
- Getica. O protoistorie a Daciei. Editura Meridiane, Bukarest 1926.
- Postum: Dacia. Civilizațiile antice din tarile carpato-danubiene. Bukarest 1928, zahlreiche Neuauflagen und Nachdrucke.[21]